# Liste de films français sortis en 2018
Listes de films français
- 2014
- 2015
- 2016
- 2017
- 2018
- 2019
- 2020
- 2021
- 2022

Cette page propose une liste non exhaustive de films français sortis en 2018.
| Titre                                    | Réalisateur(s)                             | Genre(s)           | Date de sortie Première sortie mondiale | Coproduction 100% par défaut | Prix                                                                                 |
| ---------------------------------------- | ------------------------------------------ | ------------------ | --------------------------------------- | ---------------------------- | ------------------------------------------------------------------------------------ |
| Normandie nue                            | Philippe Le Guay                           |                    | 10 janvier                              |                              |                                                                                      |
| Que le diable nous emporte               | Jean-Claude Brisseau                       |                    | 10 janvier                              |                              |                                                                                      |
| Brillantissime                           | Michèle Laroque                            |                    | 17 janvier                              |                              |                                                                                      |
| Vaurien                                  | Mehdi Senoussi                             |                    | 27 janvier                              |                              |                                                                                      |
| Gaspard va au mariage                    | Antony Cordier                             | Comédie            | 31 janvier                              |                              |                                                                                      |
| Les Tuche 3                              | Olivier Baroux                             | Comédie            | 31 janvier                              |                              | 1 césar                                                                              |
| Zéro phyto 100 % bio                     | Guillaume Bodin                            | Documentaire       | 31 janvier                              |                              |                                                                                      |
| Jusqu'à la garde                         | Xavier Legrand                             |                    | 7 février                               |                              | Prix Louis-Delluc du premier film, 5 césars                                          |
| Le Retour du héros                       | Laurent Tirard                             | Comédie            | 14 février                              |                              |                                                                                      |
| L'Insoumis                               | Gilles Perret                              | Documentaire       | 21 février                              |                              |                                                                                      |
| Les Aventures de Spirou et Fantasio      | Alexandre Coffre                           | Comédie            | 21 février                              |                              |                                                                                      |
| La Ch'tite Famille                       | Dany Boon                                  | Comédie            | 28 février                              |                              |                                                                                      |
| Les Garçons sauvages                     | Bertrand Mandico                           |                    | 28 février                              |                              | Prix Louis-Delluc du premier film                                                    |
| Eva                                      | Benoît Jacquot                             |                    | 7 mars                                  |                              |                                                                                      |
| Mme Mills, une voisine si parfaite       | Sophie Marceau                             | Comédie            | 7 mars                                  |                              |                                                                                      |
| Tout le monde debout                     | Franck Dubosc                              |                    | 14 mars                                 |                              |                                                                                      |
| Mektoub, my love: canto uno              | Abdellatif Kechiche                        |                    | 21 mars                                 |                              |                                                                                      |
| Le Collier rouge                         | Jean Becker                                |                    | 28 mars                                 |                              |                                                                                      |
| Les Dents, pipi et au lit                | Emmanuel Gillibert                         |                    | 28 mars                                 |                              |                                                                                      |
| Gaston Lagaffe                           | Pierre-François Martin-Laval               | Comédie            | 4 avril                                 |                              |                                                                                      |
| Dans la brume                            | Daniel Roby                                | Science-fiction    | 4 avril                                 | Québec                       |                                                                                      |
| Taxi 5                                   | Franck Gastambide                          |                    | 11 avril                                |                              |                                                                                      |
| Larguées                                 | Éloïse Lang                                |                    | 18 avril                                |                              |                                                                                      |
| Place publique                           | Agnès Jaoui                                |                    | 18 avril                                |                              |                                                                                      |
| Love Addict                              | Franck Bellocq                             |                    | 18 avril                                |                              |                                                                                      |
| Amoureux de ma femme                     | Daniel Auteuil                             |                    | 25 avril                                |                              |                                                                                      |
| Les Municipaux, ces héros                | Les Chevaliers du Fiel                     |                    | 25 avril                                |                              |                                                                                      |
| Comme des rois                           | Xabi Molia                                 |                    | 2 mai                                   |                              |                                                                                      |
| Cornélius, le meunier hurlant            |                                            |                    | 2 mai                                   |                              |                                                                                      |
| MILF                                     | Axelle Laffont                             |                    | 2 mai                                   |                              |                                                                                      |
| Abdel et la Comtesse                     | Isabelle Doval                             |                    | 9 mai                                   |                              |                                                                                      |
| Monsieur je-sais-tout                    | Stéphan Archinard François Prévôt-Leygonie |                    | 9 mai                                   |                              |                                                                                      |
| Plaire, aimer et courir vite             | Christophe Honoré                          |                    | 10 mai                                  |                              | Prix Louis-Delluc                                                                    |
| La Fête des mères                        | Marie-Castille Mention-Schaar              |                    | 23 mai                                  |                              |                                                                                      |
| Demi-sœurs                               | Saphia Azzeddine                           |                    | 30 mai                                  |                              |                                                                                      |
| Je vais mieux                            | Jean-Pierre Améris                         |                    | 30 mai                                  |                              |                                                                                      |
| L'Extraordinaire Voyage du fakir         | Ken Scott                                  |                    | 30 mai                                  | États-Unis                   |                                                                                      |
| Volontaire                               | Hélène Fillières                           |                    | 6 juin                                  |                              |                                                                                      |
| Comment tuer sa mère                     | David Diane Morgan Spillemaecker           | Comédie            | 13 juin                                 |                              |                                                                                      |
| Bécassine !                              | Bruno Podalydès                            | Comédie            | 20 juin                                 |                              |                                                                                      |
| Le Doudou                                | Julien Hervé Philippe Mechelen             |                    | 20 juin                                 |                              |                                                                                      |
| Budapest                                 | Xavier Gens                                |                    | 27 juin                                 |                              |                                                                                      |
| Les Affamés                              | Léa Frédeval                               |                    | 27 juin                                 |                              |                                                                                      |
| Un couteau dans le cœur                  | Yann Gonzalez                              |                    | 27 juin                                 |                              | Prix Jean-Vigo                                                                       |
| Au poste !                               | Quentin Dupieux                            |                    | 4 juillet                               |                              |                                                                                      |
| Tamara Vol.2                             | Alexandre Castagnetti                      |                    | 4 juillet                               |                              |                                                                                      |
| L'école est finie                        | Anne Depétrini                             |                    | 11 juillet                              |                              |                                                                                      |
| Fleuve noir                              | Érick Zonca                                |                    | 18 juillet                              |                              |                                                                                      |
| Ma reum                                  | Frédéric Quiring                           | Comédie            | 18 juillet                              |                              |                                                                                      |
| Roulez jeunesse                          | Julien Guetta                              | Comédie            | 25 juillet                              |                              |                                                                                      |
| Neuilly sa mère, sa mère !               | Gabriel Julien-Laferrière                  | Comédie            | 8 août                                  |                              |                                                                                      |
| Lukas                                    | Julien Leclercq                            |                    | 22 août                                 |                              |                                                                                      |
| Guy                                      | Alex Lutz                                  | Comédie dramatique | 29 août                                 |                              | 2 césars                                                                             |
| Les Vieux Fourneaux                      | Christophe Duthuron                        |                    | 22 août                                 |                              |                                                                                      |
| Shéhérazade                              | Jean-Bernard Marlin                        |                    | 5 septembre                             |                              | Prix Jean-Vigo, 3 césars                                                             |
| Duelles                                  | Olivier Masset-Depasse                     |                    | 7 septembre                             |                              |                                                                                      |
| J'ai perdu Albert                        | Didier Van Cauwelaert                      |                    | 12 septembre                            |                              |                                                                                      |
| Le Grand Perdu                           | Avénarius d'Ardronville                    | Drame              | 12 septembre                            |                              |                                                                                      |
| Les Déguns                               | Cyrille Droux Claude Zidi Jr.              |                    | 12 septembre                            |                              |                                                                                      |
| Ma fille                                 | Naidra Ayadi                               |                    | 12 septembre                            |                              |                                                                                      |
| Mademoiselle de Joncquières              | Emmanuel Mouret                            |                    | 12 septembre                            |                              | 1 césar                                                                              |
| Première Année                           | Thomas Lilti                               |                    | 12 septembre                            |                              |                                                                                      |
| L'amour est une fête                     | Cédric Anger                               |                    | 19 septembre                            |                              |                                                                                      |
| Le Poulain                               | Mathieu Sapin                              |                    | 19 septembre                            |                              |                                                                                      |
| Les Frères Sisters                       | Jacques Audiard                            |                    | 19 septembre                            | États-Unis                   |                                                                                      |
| Coincoin et les Z'inhumains              | Bruno Dumont                               |                    | 20 septembre sur Arte                   |                              |                                                                                      |
| Un peuple et son roi                     | Pierre Schoeller                           |                    | 26 septembre                            |                              |                                                                                      |
| I Feel Good                              | Gustave Kervern & Benoît Delépine          |                    | 26 septembre                            |                              |                                                                                      |
| Alad'2                                   | Lionel Steketee                            |                    | 3 octobre                               |                              |                                                                                      |
| Amin                                     | Philippe Faucon                            |                    | 3 octobre                               |                              |                                                                                      |
| En mille morceaux                        | Véronique Meriadec                         |                    | 3 octobre                               |                              |                                                                                      |
| Frères ennemis                           | David Oelhoffen                            |                    | 3 octobre                               |                              |                                                                                      |
| Nos batailles                            | Guillaume Senez                            |                    | 3 octobre                               |                              |                                                                                      |
| Dilili à Paris                           | Michel Ocelot                              | dessin animé       | 10 octobre                              |                              | 1 césar                                                                              |
| Grande-Synthe                            | Béatrice Camurat Jaud                      | documentaire       | 10 octobre                              |                              |                                                                                      |
| L'Amour flou                             | Romane Bohringer et Philippe Rebbot        |                    | 10 octobre                              |                              |                                                                                      |
| Voyez comme on danse                     | Michel Blanc                               |                    | 10 octobre                              |                              |                                                                                      |
| Le Flic de Belleville                    | Rachid Bouchareb                           |                    | 17 octobre                              |                              |                                                                                      |
| Le Jeu                                   | Fred Cavayé                                |                    | 17 octobre                              |                              |                                                                                      |
| Six portraits XL                         | Alain Cavalier                             |                    | 17 octobre                              |                              |                                                                                      |
| Le Grand Bain                            | Gilles Lellouche                           |                    | 24 octobre                              |                              | 1 césar                                                                              |
| Place de la République, printemps 2016   | Leïla Ben Aribi                            |                    | 24 octobre                              |                              |                                                                                      |
| En liberté !                             | Pierre Salvadori                           |                    | 31 octobre                              |                              |                                                                                      |
| Chacun pour tous                         | Vianney Lebasque                           |                    | 31 octobre                              |                              |                                                                                      |
| Sophia Antipolis                         | Virgil Vernier                             |                    | 31 octobre                              |                              |                                                                                      |
| Le Grand Bal                             | Laetitia Carton                            | documentaire       | 31 octobre                              |                              |                                                                                      |
| Un amour impossible                      | Catherine Corsini                          |                    | 7 novembre                              |                              |                                                                                      |
| Un homme pressé                          | Hervé Mimran                               |                    | 7 novembre                              |                              |                                                                                      |
| Les Chatouilles                          | Andréa Bescond et Éric Métayer             |                    | 14 novembre                             |                              | César de la meilleure adaptation & César de la meilleure actrice dans un second rôle |
| Amanda                                   | Mikhael Hers                               |                    | 21 novembre                             |                              |                                                                                      |
| Les Bonnes Intentions                    | Gilles Legrand                             |                    | 21 novembre                             |                              |                                                                                      |
| Les Filles du soleil                     | Eva Husson                                 |                    | 21 novembre                             |                              |                                                                                      |
| Mauvaises Herbes                         | Kheiron                                    |                    | 21 novembre                             |                              |                                                                                      |
| Lola et ses frères                       | Jean-Paul Rouve                            |                    | 28 novembre                             |                              |                                                                                      |
| Sauver ou Périr                          | Frédéric Tellier                           |                    | 28 novembre                             |                              |                                                                                      |
| Astérix : Le Secret de la potion magique | Alexandre Astier et Louis Clichy           | dessin animé       | 5 décembre                              |                              |                                                                                      |
| Les Confins du monde                     | Guillaume Nicloux                          |                    | 5 décembre                              |                              |                                                                                      |
| Ma mère est folle                        | Diane Kurys                                |                    | 5 décembre                              |                              |                                                                                      |
| Marche ou crève                          | Margaux Bonhomme                           |                    | 5 décembre                              |                              |                                                                                      |
| Monsieur                                 | Laurent Delahousse                         | Documentaire       | 5 décembre                              |                              |                                                                                      |
| Pupille                                  | Jeanne Herry                               |                    | 5 décembre                              |                              |                                                                                      |
| Rémi sans famille                        | Antoine Blossier                           |                    | 12 décembre                             |                              |                                                                                      |
| Rêver sous le Capitalisme                | Sophie Bruneau                             | documentaire       | 12 décembre                             |                              |                                                                                      |
| L'Empereur de Paris                      | Jean-François Richet                       |                    | 19 décembre                             |                              |                                                                                      |
| Le Gendre de ma vie                      | François Desagnat                          |                    | 19 décembre                             |                              |                                                                                      |
| Maya                                     | Mia Hansen-Løve                            |                    | 19 décembre                             |                              |                                                                                      |
| L'Homme fidèle                           | Louis Garrel                               |                    | 26 décembre                             |                              |                                                                                      |
| Au bout des doigts                       | Ludovic Bernard                            |                    | 26 décembre                             |                              |                                                                                      |
| Un violent désir de bonheur              | Clément Schneider                          |                    | 26 décembre                             |                              |                                                                                      |
| Mia et le Lion blanc                     | Gilles de Maistre                          |                    | 26 décembre                             |                              |                                                                                      |